# Son Seong-cheol
Son Seong-cheol (kor. 손성철; * 14. Februar 1987) ist ein südkoreanischer Wasserspringer. Er startet im Kunstspringen vom 1-m- und 3-m-Brett sowie im 3-m-Synchronspringen.
Son bestritt seine erste internationale Meisterschaft bei der Weltmeisterschaft 2007 in Melbourne, wo er vom 3-m-Brett im Einzel- und mit Ha Seung-hun im Synchronwettbewerb jeweils nach dem Vorkampf ausschied. Im folgenden Jahr startete er bei seinen ersten Olympischen Spielen in Peking, belegte dort vom 3-m-Brett jedoch nur den 29. und letzten Rang. Besser lief es für Son bei der Weltmeisterschaft 2009 in Rom. Vom 1-m-Brett und im 3-m-Synchronspringen schied er erneut nach dem Vorkampf aus, schaffte vom 3-m-Brett jedoch erstmals den Einzug ins Halbfinale, in dem er 16. wurde. Seinen bislang größten sportlichen Erfolg errang Son bei den Asienspielen 2010 in Guangzhou. Er gewann im 3-m-Synchronspringen mit Park Ji-ho mit Bronze seine erste internationale Medaille. Auch in den Einzelwettbewerben konnte er als Vierter vom 3-m-Brett und Sechster vom 1-m-Brett überzeugen.
Beim Weltcup 2012 in London verpasste Son die direkte Qualifikation für die Olympischen Spiele 2012.